# جيمس ويليام هيل
جيمس ويليام هيل (بالإنجليزية: James William Hill)‏ هو مخرج أمريكي، ولد في 8 يناير 1953.

## وصلات خارجية
- جيمس ويليام هيل على موقع IMDb (الإنجليزية)